# U-62号潜艇 (1939年)
U-62号（德語：U 62）是纳粹德国战争海军建造的八艘II-C型近岸潜艇（或称U艇）之一。它由基尔的德意志造船厂承建，于1939年11月16日下水，至同年12月21日交付使用。第二次世界大战期间，该艇曾执行过五次巡逻作战，共计击沉2艘同盟国或中立国舰船，累积总吨位为5,931吨。1945年3月20日，U-62号在威廉港退役，至同年5月5日自沉，残骸其后被打捞上岸拆解报废。

## 设计
II级潜艇是从一战中德意志帝国海军的UB级和UF级近岸潜艇发展而来。其外观尺寸小，造价便宜且易于生产，在很短时间内便能造好。这款艇具在设计上吸收了为芬兰海军定制的欧洲水鼬号的优点，是非常出色的训练艇。但由于它们体积较小，在海面上容易剧烈颠簸，因此也被德国人戏称为“独木舟”（Einbaum）。尽管如此，一些II级艇在训练任务与战斗行动中表现相当出色，许多II级艇的衍生型号也相继被建造出来。
U-62号是一款用于近岸水域作战的II-C型单壳体潜艇，它与前型很容易从外形上识别出来，因其司令塔的正面平滑且设置了第二部潜望镜，而不像II-A和II-B型那样呈梯状。为了进一步扩大续航力，该型艇的耐压壳在II-B型的基础上延长了1.4米，从而使全长达到43.9米。增加的部分用作在艇舯部插入两个额外的隔间，以容纳改进的无线电设施，并使燃料舱搭载量达到大约23吨。艇只的舷宽4.08米、高8.4米，并有3.82米的吃水深度，水上和水下排水量则分别增加至291吨和341吨。II-C型艇采用两台曼海姆发动机厂（MWM）生产的六缸四冲程350匹公制馬力（260千瓦特）柴油机用于水面运行，以及两台各配备36个AFA蓄电池组的205匹公制馬力（150千瓦特）西门子-舒克特（SSW）电动发电机用于水下航行；水面最高航速12節（22每小時），水下7節（13每小時）；能够在水面以8節（15每小時）航速续航3,800海里（7,000），或以4節（7.4每小時）连续在水下航行42海里（78）而无需充电。它具备双轴和两副直径为0.85米的螺旋桨，具备在80－150米的深度运行的能力，紧急下潜需时30秒。
武器装备方面，U-62号在艇艏内置有三具管径为533毫米的鱼雷发射管，呈倒三角形布置，其中左舷一具、右舷一具、底部的中线上还有一具；它们合共配备5枚G7型鱼雷，或可携带最多12枚TMA水雷。此外，该艇还搭载有一门20毫米30式高射炮作为甲板炮。其标准船员编制为3名军官及22名水兵。

## 历史
1937年6月17日，海军造舰局正式将八艘II-C型潜艇（U-56至U-63号）的建造合同发包予基尔的德意志造船厂。其中U-62号于1939年1月2日开始铺设龙骨，同年11月16日下水，至12月21日在前U-6号艇长、海军中尉汉斯-贝恩哈德·米夏罗斯基的指挥下交付使用。完成海试后，该艇成为驻基尔的埃姆斯曼潜艇区舰队的一份子，担任训练艇直至1939年12月31日。当U艇编制于1940年1月1日重组时，它又加入了同驻基尔的第1潜艇区舰队，先后司职训练艇和前线艇。同年底退出前线任务后，U-62号从1940年10月1日开始以教学艇身份换编至驻皮劳的第21潜艇区舰队服役。随着苏联红军于1945年初发动东普鲁士攻势，德国人被迫放弃皮劳基地，该艇遂跟随区舰队自1945年2月起移驻威廉港，继而于3月20日退役。根据长期生效的“彩虹命令”，U-62号于同年5月5日与另外二十二艘德国U艇在威廉港四号入口的西侧掩体、即所谓的“雷德尔船闸”（Raederschleuse，53°31′N 08°10′E / 53.517°N 8.167°E）内自行凿沉——尽管该命令在一天前便由海军元帅卡尔·邓尼茨撤销。战后，它们于1945年10月10日至25日期间被英国人集中以炸药炸毁，艇只残骸继而被打捞上岸并拆解报废。
第二次世界大战期间，U-62号完成了五次巡逻，共计击沉同盟国的1艘商船和1艘军舰，累积总吨位为5,931吨。

### 作战巡逻
U-62号的全部五次巡逻都是在米夏罗斯基的指挥下进行的，作战范围涵盖波罗的海、北海北部以及苏格兰和英格兰沿岸。其中在1940年4月4日至25日的第二次巡逻期间，该艇参与了德国入侵挪威的“威悉演习行动”。它与U-9、U-14、U-56和U-60号共同组成第三潜艇集群，作战区域位于卑尔根附近海域。4月14－15日夜间，U-62号和第三潜艇集群余部从供应母舰卡尔·彼得斯号获得海上补给，然后开始在奥勒松附近巡逻，以抵抗英国在该地区登陆。然而几天后，它们被U-17、U-23和U-24号接替，并向南向卑尔根进发。至4月25日，英国人尚未登陆，U-62号及其它潜艇遂被部署至设得兰群岛以东。在经历了二十一天但一无所获的巡逻后，该艇于4月25日凌晨20:15返回基尔。
1940年5月18日上午9:00，U-62号离开基尔执行第三次巡逻，前往英吉利海峡和敦刻尔克附近游弋，至6月3日中午返抵威廉港。期间在5月24日，该艇于北海遇到一艘敌方潜艇。后者施射了鱼雷，但被米夏罗斯基成功躲开。5月29日夜间、U-62号从奥斯坦德西北部的克温特浮标附近浮出水面，在盟军从敦刻尔克撤离的“发电机行动”中攻击Y航线（敦刻尔克－克温特浮标－拉姆斯盖特）上的船只。凌晨02:50，米夏罗斯基发射的一枚鱼雷击中了英国驱逐舰格拉夫顿号舰艉，后者当时正在停下救援此前被击沉的不眠号幸存者。中雷严重损坏了格拉夫顿号，并引发二次爆炸，炸毁了舰桥，导致舰长、15名船员和甲板上的35名士兵阵亡。该舰的后部折断，但它在海上漂浮了足够长的时间，使所有幸存者都得以被转移至其它船具。另一艘英国驱逐舰艾凡赫号最终用三枚炮弹将格拉夫顿号凿沉，因其受损严重，已无法被拖到安全地带。
1940年7月10日，米夏罗斯基率领U-62号从卑尔根启程执行最后一次巡逻，前往北大西洋、明奇海峡和北海海峡游弋，至8月2日返抵基尔。在这次历时二十三天、水面行程2,100海里（3,900）、水下行程434海里（804）的行动中，该艇共击沉1艘注册吨位为4,581总吨的英国货船。受害者是从SL-38号护航船队中掉队的珀尔穆尔号（Pearlmoor），它于7月19日18:28被米夏罗斯基发射的一枚鱼雷击中，断成两截，并在马林角以西约62海里（115）处沉没。共有13名船员因此罹难，幸存的25人则被救起，在戈拉岛上岸。十天后，英国潜艇海狮号在U-62号返回卑尔根的途中发现了它。海狮号发射了三枚鱼雷，但德国人已经见到对方的潜望镜，避开了齐射。海狮号随后浮出水面，用甲板炮交火。U-62号则在电池余量只剩27分钟的情况下通过潜航逃离了英国人的追击。

## 袭击历史摘要
| 日期          | 船名       | 船籍         | 吨位  | 结局 |
| ------------- | ---------- | ------------ | ----- | ---- |
| 1940年5月29日 | 格拉夫顿号 | 英國皇家海軍 | 1,350 | 击沉 |
| 1940年7月19日 | 珀尔穆尔号 | 英国         | 4,581 | 击沉 |

## 脚注
1. ↑  威廉生，第6頁.
2. ↑  威廉生，第7頁.
3. ↑  日本海人社，第16, 94頁.
4. 1 2  Gröner 1991，第39–40頁.
5. 1 2  . U-Boot-Archiv.   [2023-12-11]. （原始内容存档于2024-03-08）.
6. ↑  Helgason, Guðmundur. . German U-boats of WWII - uboat.net.   [2023-12-11]. （原始内容存档于2021-12-04）.
7. 1 2  Helgason, Guðmundur. . German U-boats of WWII - uboat.net.   [2023-12-11]. （原始内容存档于2023-01-30）.
8. ↑  Wynn，第10頁.
9. ↑  Helgason, Guðmundur. . German U-boats of WWII - uboat.net.   [2023-12-11]. （原始内容存档于2020-11-27）.
10. ↑  Helgason, Guðmundur. . German U-boats of WWII - uboat.net.   [2023-12-12]. （原始内容存档于2020-11-27）.
11. ↑  Helgason, Guðmundur. . German U-boats of WWII - uboat.net.   [2023-12-12]. （原始内容存档于2022-10-04）.
12. ↑  Helgason, Guðmundur. . German U-boats of WWII - uboat.net.   [2023-12-12]. （原始内容存档于2023-06-02）.
13. ↑  Helgason, Guðmundur. . German U-boats of WWII - uboat.net.   [2023-12-13]. （原始内容存档于2021-06-24）.